# Klara norra kyrkogata

Klara norra kyrkogata är en gata på Norrmalm i Stockholm. Gatan sträcker sig cirka 400 meter rakt genom kvarteret Blåmannen från Klarabergsgatan i syd  till Olof Palmes gata i norr. 
| Klara norra kyrkogata vid Postgirots gamla byggnad, mot norr (vänster bild) och mot syd med Klara kyrka i bakgrunden. |  | Klara norra kyrkogata vid Postgirots gamla byggnad, mot norr (vänster bild) och mot syd med Klara kyrka i bakgrunden. |
| Klara norra kyrkogata vid Postgirots gamla byggnad, mot norr (vänster bild) och mot syd med Klara kyrka i bakgrunden. |  | |

Det äldsta kända namnet för gatan är Sanctæ Claræ gathon (1646). Den nuvarande namnformen Clara Norra  Kyrkogata är belagd sedan 1803. Namnet härrör från Klara kyrka som ligger i gatans södra förlängning.
Vid gatan finns några kända byggnader och verksamheter. Längst i söder märks Åhléns City och mellan Bryggargatan och Mäster Samuelsgatan återfinns Centralposthusets östra fasad och Postgirots västra fasad. Båda byggnaderna  sammanlänkas av två kraftiga, broliknande förbindelsebyggnader som spänner likt två valv över Klara norra kyrkogata och har blivit ett karakteristiskt inslag i gatubilden. De ritades liksom Postgirots hus mellan 1930 och 1938 av arkitekt Erik Lallerstedt. 
Vid Klara norra kyrkogata 8 låg byggnaden för Stockholms arbetareinstitut som revs 1961. I hörnet med Kungsgatan återfinns Vete-Katten, ett anrikt konditori som startade sin verksamhet 1928. Inom den södra delen av gatan, mellan Bryggargatan och Kungsgatan finns flera av de gamla Klarakvarteren bevarade.
Gatan hade tidigare ett skamfilat rykte då den kantades av flera porrbutiker och porrbiografer, bland dem Hollywood. Gatan var ett stråk för så kallad cruising bland homosexuella och kom i folkmun att kallas Klara Porra Kyrkogata.